# Looper
Looper és una pel·lícula de ciència-ficció de thriller d'acció del 2012 escrita i dirigida per Rian Johnson, i produïda per Ram Bergman i James D. Stern. És protagonitzada per Bruce Willis, Joseph Gordon-Levitt i Emily Blunt. Gira al voltant dels assassins per contracte "actuals" anomenats "loopers" enviats en el temps per sindicats criminals del futur.
Looper va ser seleccionada com a pel·lícula d'obertura del Festival Internacional de Cinema de Toronto de 2012 i es va estrenar als Estats Units el 28 de setembre de 2012. La pel·lícula va rebre elogis de la crítica i va ser un èxit de taquilla, amb una recaptació de 176 milions de dòlars a tot el món amb un pressupost de 30 milions de dòlars. Ha estat doblada al català.

## Argument
En 2044, Joe, de 25 anys, treballa per a un sindicat criminal de Kansas City com a assassí o "looper". En el futur, dos esdeveniments notables són l'aparició d'individus amb habilitats telequinètiques lleus que els permeten moure objectes petits com a monedes o altres, sense que s'hagi trobat alguna utilitat; el segon que se sap que en algun punt dins dels pròxims trenta anys s'inventarà el viatge en el temps, i serà declarat tecnologia il·legal.
Atès que els sistemes de rastreig en el futur de 2074 han fet gairebé impossible desfer-se dels cossos sense ser detectats, els sindicats criminals envien als seus enemics al passat per a ser executats. Dirigits per un home del futur anomenat Abe, els loopers reben, maten i eliminen els cossos de les víctimes els rostres de les quals estan ocults, recuperant lingots de plata adherits als seus cossos com a pagament. Per a ocultar les connexions amb el sindicat, qualsevol looper que sobrevisqui fins a 2074 és enviat de retorn i assassinat per la seva versió jove, la qual cosa es coneix com "tancar el cicle"; aquests objectius s'identifiquen amb lingots d'or en lloc de plata, la qual cosa marca el final del contracte del looper i el seu retir obligatori del sindicat.
Seth, l'amic de Joe, ve a veure'l després de no poder matar al seu jo futur. El vell Seth va escapar després d'advertir-li que en el futur una persona anomenada Rainmaker va enderrocar als cinc caps principals i va ordenar tancar tots els cicles. Joe amaga a Seth a contracor en la caixa forta del pis del seu apartament, però després revela la seva ubicació després que Abe amenaça amb confiscar la meitat de la plata guardada de Joe. Els "Cat Men", pistolers d'elit d’Abe capturen al jove Seth i comencen a tallar parts del cos, aquests efectes apareixen en el cos del Vell Seth; pel que es presenta en el lloc on és retingut el seu jo jove per a ser assassinat per Kid Blue, un dels Cat Men.
Quan arriba el pròxim objectiu de Joe, resulta ser el seu cicle, però arriba amb el rostre descobert i les mans deslligades, per la qual cosa el vell Joe el deixa inconscient i escapa. En tornar al seu apartament el jove Joe el troba saquejat pels Gat Men, Joe baralla amb Kid Blue, cau per una escala d'incendis i es desmaia.
En una altra línia de temps, Joe va matar al seu cicle com estava previst, es va mudar a Xangai i es va convertir en sicari per a finançar la seva addicció a les drogues i la seva vida salvatge. Finalment, un dia va conèixer a una dona de la qual es va enamorar i amb la qual es va casar després que el va ajudar a reformar-se i desintoxicar-se. Set anys més tard, un vell amic i looper retirat el crida per a advertir-li que Rainmaker s'ha apoderat dels sindicats i ha ordenat que tots els cicles siguin tancats; després d'això, dona a Joe tres números de sèrie que són indicis de la identitat de Rainmaker. Als poc minuts els Cat Men arriben a recollir a Joe per a tancar el cicle i la seva esposa mor accidentalment quan intenta evitar-lo. Després d'acabar amb els seus captors, el Vell Joe s'envia de retorn al 2044, alterant la seva història en evadir a Joe i escapar.
El vell Joe experimenta vagues records de les accions de Joe en el present i es troba amb el seu jo més jove en un restaurant; allí li explica que vol salvar a la seva esposa matant a Rainmaker quan era nen. Adquireix un mapa d'una biblioteca local on ha identificat tres domicilis relacionats amb els números de sèrie que va rebre en el futur; no obstant això, el jove Joe no es mostra interessat i assenyala que el seu únic objectiu és matar-lo per tancar el seu cicle i esmenar-se davant Abe. Al lloc arriba Kid Blue i els Cat Men iniciant un tiroteig on el jove Joe aconsegueix robar un tros del mapa amb una de les locacions abans que tots dos aconsegueixin fugir per separat.
El jove Joe decideix avançar-se i esperar al seu un altre jo i emboscar-lo quan vagi al lloc del mapa, per la qual cosa arriba fins a una granja on viu una dona anomenada Sara amb Cid, el seu fill petit; mentrestant, Abe ordena que els seus homes pentinin l'àrea al voltant de la ciutat per a atrapar al jove Joe i aplicar el mateix mètode que van usar amb Seth. Sara reconeix el número de sèrie del mapa com la designació del lloc i dia de naixement de Cid usat per l'hospital on va donar a llum. Joe dedueix que el seu un altre jo planeja matar als tres nens nascuts en aquest hospital el mateix dia ja que no sap quin es convertirà en Rainmaker. Un Gat Man anomenat Jesse arriba a la granja, però Cid, qui sent simpatia per Joe, l'ajuda a amagar-se.
Aviat es fa evident que la relació de Sara i Cid és tibant en molts sentits, ja que el nen no veu a la dona com la seva mare i l'actitud d'ella oscil·la entre l'afecte, la frustració i una anormal por al fet que el nen es torni violent. Aquesta nit, Sara i Joe tenen relacions sexuals i ella revela que no sols té poders telequinètics lleugerament superiors a la mitjana sinó també que en la seva joventut va abandonar la granja per a viure una vida desenfrenada a la ciutat i quan va quedar embarassada li va regalar el seu fill a la seva germana ja que desitjava responsabilitats fins que fa poc ella va morir i Sara va decidir tornar per a fer-se càrrec de Cid i la granja.
Al matí, Joe es desperta i troba a Jesse apuntant a Sara amb una pistola. Cid testifica això i espantat allibera un desplegament de poder psíquic que afecta a tota la casa, a penes donant temps a Sara de fugir amb Joe abans que el nen perdi el control i mati Jesse de manera atroç. En adonar-se que el nen és un psíquic poderós com cap altre que hagi existit, Joe dedueix que no sols és qui va assassinar a la germana de Sara durant una rabieta, ja que no té interès a aprendre a controlar les seves habilitats, sinó també que és qui es convertirà en Rainmaker i que ara que ell ho sap el Vell Joe podrà recordar aquest fet.
Quan intenta matar al segon nen, Kid Blue captura al Vell Joe i el porta amb Abe, però aquest s'allibera, mata a Abe i els seus sequaços i va a la granja de Sara, seguit per Kid Blue. Mentre Joe mata a Kid Blue, el Vell Joe persegueix a Sara i Cid; quan una bala frega la cara de Cid el nen perd el control i deslliga una ona de poder que amenaça matar a l'ancià i a la seva mare, però Sara finalment aconsegueix calmar-lo i motivar-lo a controlar els seus poders abans que pugui matar a algú, posteriorment ordena a Cid fugir per un camp de canya de sucre mentre ella intenta demorar al Vell Joe bloquejant la seva línia de foc.
Joe té una epifania i comprèn que tot es tracta d'una paradoxa: el vell Joe matarà a Sara però no podrà evitar que Cid fugi i creixi odiant als loopers, per la qual cosa en tornar-se adult usarà els seus poders per a apoderar-se dels sindicats, exterminar a tots els loopers i amb això motivar al Vell Joe a viatjar al passat. Sabent que Cid es convertirà en Rainmaker si el vell Joe mata a Sara i veient-se incapaç d'aconseguir-ho per a protegir-la, el jove Joe se suïcida, esborrant així l'existència del Vell Joe, salvant a Sara i evitant que Cid es converteixi en Rainmaker.

## Repartiment
- Joseph Gordon-Levitt com a Joe
  - Bruce Willis com Old Joe
- Emily Blunt com a Sara
- Paul Dano com a Seth
  - Frank Brennan com a Old Seth
- Noah Segan com a Kid Blue
- Piper Perabo com a Suzie
- Jeff Daniels com a Abe
- Pierce Gagnon com a Cid
- Summer Qing com a dona de Joe
- Tracie Thoms com a Beatrix
- Garret Dillahunt com a Jesse
- Nick Gomez com a Dale

## Producció

### Desenvolupament i càsting

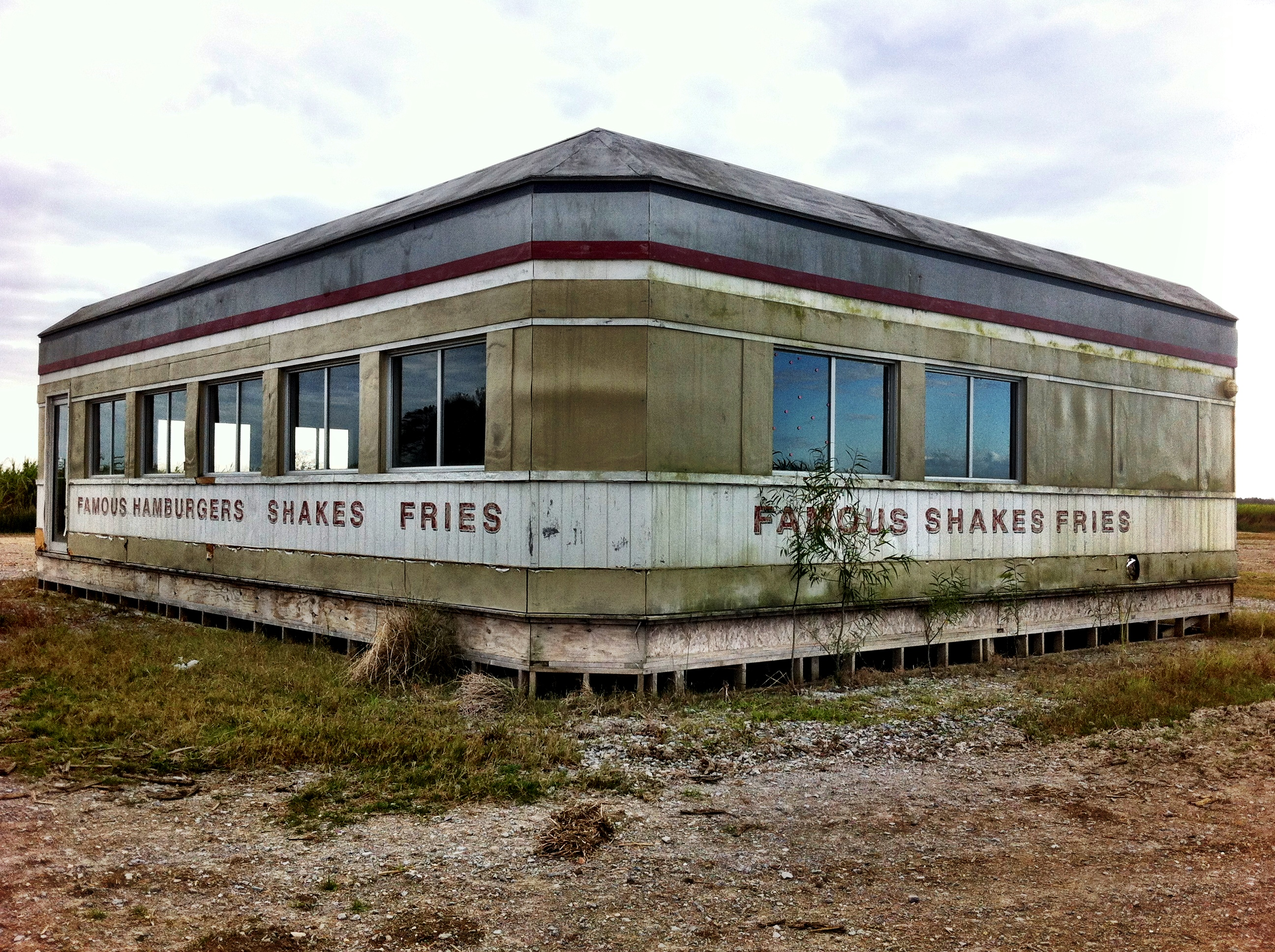
Olató construït per a la pel·lícula a Assumption Parish (Louisiana).

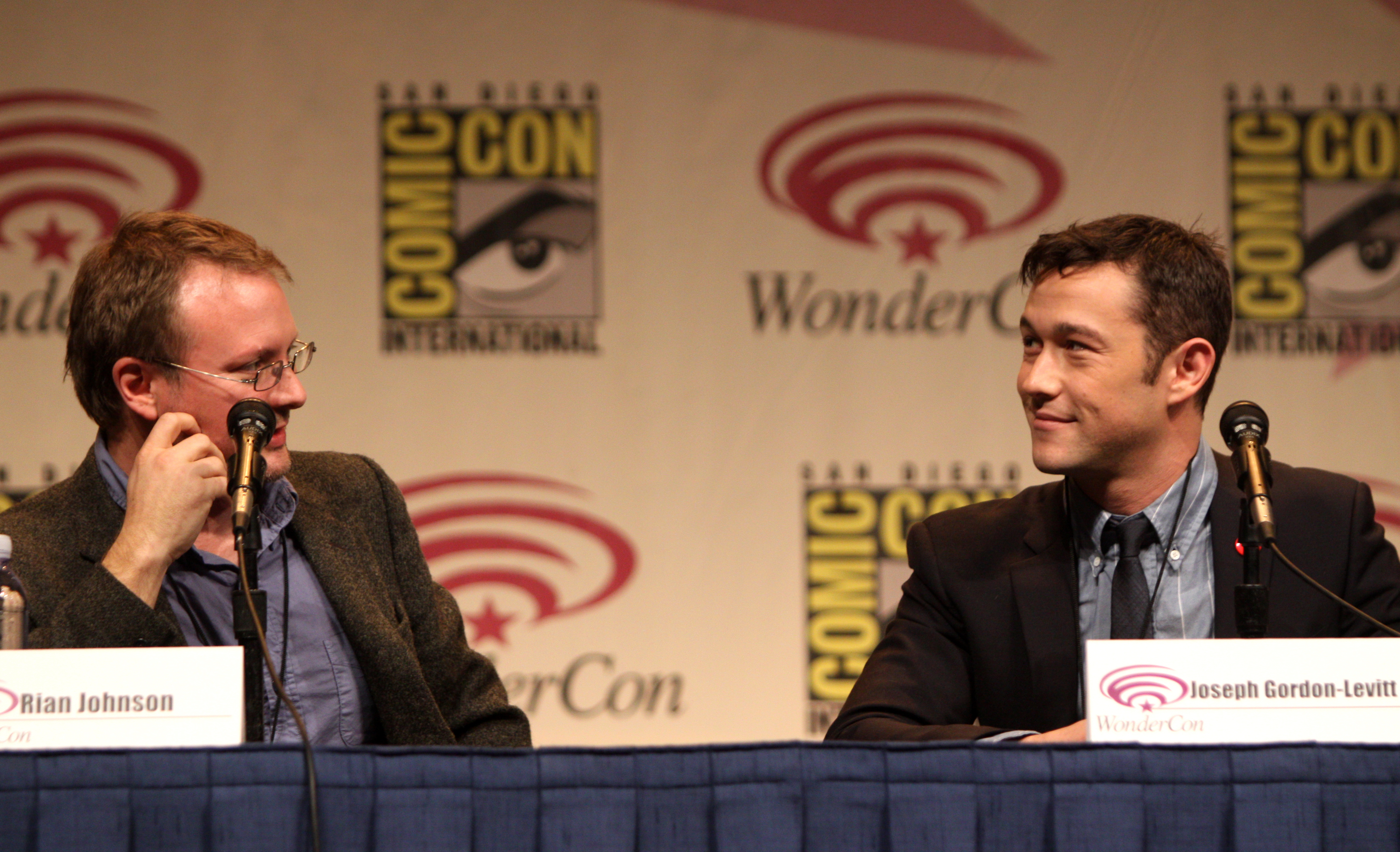
Rian Johnson i Joseph Gordon-Levitt parlant a la WonderCon 2012 promocionant Looper.

Looper va ser escrita i dirigida per Rian Johnson, concebut originalment com un curtmetratge protagonitzat per Joseph Gordon-Levitt, poc després de fer Brick, la primera pel·lícula de Johnson. Després que Johnson va publicar The Brothers Bloom el 2008, va tornar a formar equip amb el productor Ram Bergman, que va produir les dues pel·lícules anteriors de Johnson, amb l'objectiu d'iniciar la producció de Looper el 2009. El maig de 2010, Gordon-Levitt va ser elegit per a un dels papers principals, que interpretaria després de completar Premium Rush. Més tard durant el mes, també es va seleccionar Bruce Willis. L'octubre següent, Emily Blunt es va unir a Gordon-Levitt i Willis. Noah Segan, Jeff Daniels i Piper Perabo foren seleccionats el gener de 2011.

### Rodatge
El rodatge va començar a Louisiana el 24 de gener de 2011.
El maquillador Kazuhiro Tsuji va crear les pròtesis que Gordon-Levitt portava a la pel·lícula perquè s'assemblaria físicament a Willis.

### Música
La banda sonora de la pel·lícula va ser composta per Nathan Johnson, el cosí de Rian Johnson.

### Post-producció
Parlant de Looper i els viatges en el temps al cinema, Rian Johnson va dir:
| « | Tot i que és una pel·lícula de viatges en el temps, el plaer no prové de la massa de viatges en el temps. No és una pel·lícula com Primer, per exemple, on la gran part del gaudi és una mena de resoldre totes les complexitats. Per a Looper, volia molt que fos una pel·lícula més basada en personatges que tractara més sobre com aquests personatges van tractar la situació que ha provocat el viatge en el temps. Així que el repte més gran va ser esbrinar com no passar tota la pel·lícula explicant les regles i esbrinar com publicar-la d'una manera que tingués sentit a un nivell intuïtiu per al públic; després, supera-ho i tracta la veritable carn de la història. | » |

Altres influències citades per Rian Johnson inclouen Terminator, L'únic testimoni, Akira, Domu: A Child's Dream, 12 Monkeys, Los cronocrímenes, i Despietat país de les meravelles i la Fi del Món.

## Estrena

### Cinematogràfica
Looper es va estrenar el 6 de setembre de 2012, a la nit d'obertura del Festival Internacional de Cinema de Toronto. La pel·lícula va ser llavors estrenat als Estats Units el 28 de setembre de 2012 per FilmDistrict, que va obtenir els drets nacionals de la productora Endgame Entertainment al 64è Festival Internacional de Cinema de Canes de 2011. Al seu torn, FilmDistrict va optar per llançar la pel·lícula amb Sony Pictures, a través del seu segell de gènere TriStar Pictures.
L'estrena a la Xina de la pel·lícula restableix un nombre substancial d'escenes ambientades a Xangai. El moviment va ser sol·licitat per la productora xinesa DMG Entertainment per tal d'atraure encara més el públic xinès. Diverses d'aquestes escenes es van escurçar o retallar per a l'estrena nord-americana.
Johnson va publicar un comentari d'àudio gratuït a SoundCloud (que va ser molt sol·licitat després de fer-ne un per a The Brothers Bloom) per ser baixat i escoltat durant la pel·lícula, amb l'advertència: "No cal Per exemple, això NO s'ha d'escoltar en una primera visualització o abans d'haver vist la pel·lícula".

### Mitjans domèstics
La pel·lícula es va estrenar en Blu-ray i DVD a Amèrica del Nord el 31 de desembre de 2012. La pel·lícula també es va estrenar el 28 de gener de 2013 a les botigues en línia del Regne Unit, amb un llançament general el 4 de febrer de 2013. La pel·lícula va guanyar 20.583.583 $ en vendes nacionals de DVD i 11.468.974 $ de les vendes nacionals de Blu-ray per un total de 32.052.557 $. La pel·lícula es va remasteritzar per a un llançament en Ultra HD Blu-ray el 2021.

## Recepció

### Taquilla
Looper es va estrenar el 28 de setembre de 2012 a 2.992 sales d'Amèrica del Nord i va recaptar 20.801.522 dòlars el cap de setmana d'obertura amb una mitjana de 6.952 dòlars per teatre i ocupant el segon lloc a la taquilla. L'estrena més àmplia de la pel·lícula als Estats Units va ser de 2.993 sales i va acabar guanyant 66,5 milions de dòlars a nivell nacional i 110 milions de dòlars internacionals per un total de 176,5 milions de dòlars, enfront del seu pressupost de producció de 30 milions de dòlars.

### Resposta crítica
A Rotten Tomatoes, la pel·lícula té una puntuació d'aprovació del 93% basada en 271 crítiques, amb una puntuació mitjana de 8,1/10. El consens dels crítics del lloc web diu: "Tan estimulant com apassionant, Looper ofereix una barreja inusualment intel·ligent i valentament original de ciència-ficció futurista i bona acció a l’antiga". A Metacritic la pel·lícula té una puntuació mitjana ponderada de 84 sobre 100, basada en 44 crítics, la qual cosa indica "aclamació universal". El públic enquestat per CinemaScore va donar a la pel·lícula una nota mitjana de "B+" en una escala d'A+ a F.
James Mottram de Total Film va donar a Looper 5 estrelles de 5, i va concloure que era "la millor pel·lícula de ciència-ficció des de Moon . El millor fil de viatges en el temps des de 12 Monkeys. I una de les millors pel·lícules de 2012."
Todd McCarthy of The Hollywood Reporter va donar a la pel·lícula una crítica positiva, anomenant-la "un thriller de ciència-ficció de viatge en el temps atractiu i ben treballat", però també va criticar els efectes que suposa fer Gordon-Levitt s'assembla a Willis: "Al principi, l'efecte és una mica estrany, i no pots posar el dit sobre el que està apagat; llavors se sent francament estrany mirar una versió de Gordon-Levitt que ja no és l'actor que fa uns quants anys que conec."
Peter Debruge de Variety també va donar una crítica positiva a la pel·lícula, i va escriure que el "tercer llargmetratge magníficament concebut i muntat de manera impressionant" de l'escriptor i director Johnson mostra un interès vertiginós per la ciència-ficció. després l'asseu al seient del darrere i deixa que els personatges multidimensionals condueixin en un gènere famós pels cabots solts, el thriller d'aquest home pensador ofereix acció, romanç i una dosi de comèdia molt fosca cap a una recompensa impressionant."
Kim Newman de la revista Empire va donar a Looper 5 estrelles de 5, i va escriure: "La ciència-ficció intel·ligent de vegades sembla una espècie en perill d'extinció, massa física. i hi ha el risc de crear quelcom fred i remot, massa explosions i perdre's en el multiplex Looper no és perfecte, però aconsegueix el Màgic d'Oz complet: té cervell, coratge i un cor." Noel Murray de The A.V. Club va donar a la pel·lícula una nota A−, escrivint: "Looper és una proesa notable d'imaginació i execució, entretinguda de principi a fi, tot i que demana al públic que contempli com i per què la humanitat segueix fent els mateixos fotuts errors." Kenneth Turan de Los Angeles Times va donar a la pel·lícula una crítica positiva, escrivint: "Looper és molt inventiva, però fa servir la seva creativitat a la lleugera, com si no fos gran cosa. Aquest és un thriller de ciència-ficció d'alt vol i molt elegant que aporta un enfocament nou al material de gènere al·lucinant. No sempre estem segurs d'on anirà aquesta pel·lícula de viatges en el temps, però no somiaríem amb abandonar el viatge."
Claudia Puig de USA Today va donar a la pel·lícula 3,5 estrelles sobre 4, i va escriure: "L'embriagadora combinació de viatges en el temps, acció dura i una mica de romanç de Looper és una ment tan emocionant i cerebral que probablement farà que els espectadors es reuneixin fora del cinema per explicar detalls del seu univers complexament construït. No és que això sigui una cosa dolenta." Peter Travers de Rolling Stone també va donar a la pel·lícula 3,5 estrelles de 4, elogiant les actuacions de Willis i Gordon-Levitt i concloent: "Enllaçant tremendament acció emocionant amb una gravetat commovedora, Looper et colpeja com un tret al cor." Roger Ebert de Chicago Sun-Times també va donar a la pel·lícula 3,5 estrelles sobre 4, elogiant el seu guió, afirmant que "Looper, una història de ciència-ficció intel·ligent i complicada, evita la paradoxes del viatge en el temps abraçant-les. La majoria de les pel·lícules de viatges en el temps tenen problemes a les escenes finals, quan les impossibles s'acumulen una sobre l'altra. Aquesta pel·lícula porta a una conclusió sorprenent que elimina les paradoxes de la història tan clarament que és com si mai no hagués passat."
Lisa Schwarzbaum d’Entertainment Weekly va donar a la pel·lícula una nota B+, escrivint: "Els girs del temps a Looper evoquen alguns dels trucs temporals fantàstics d’Inception (alguns dels quals, per descomptat, també van implicar Gordon-Levitt a cavall de diverses zones horàries alhora, però són els cops d'ull de la distopia social semblant a Children of Men els que donen el seu pes veritable a la pel·lícula)". Keith Staskiewicz, també escrivint per a Entertainment Weekly (revisió del DVD) i també donant una "B+", va dir: "La premissa de la pel·lícula és marcadament inventiva, i [el director i guionista Rian] Johnson passa molt de temps fent que el seu univers sembli viscut i creïble, però no sols li preocupa el geni de què... si. L'enfrontament d'un mateix il·lumina el poc que ha canviat el personatge de Gordon-Levitt al llarg dels anys, atrapat en un bucle de retroalimentació de consum de drogues i violència malgrat el seu somni de mudar-se a Europa. Les trinxeres i les armes de foc retro també suggereixen una mena d'eterna recurrència, i a mesura que la trama de Looper es fa més complexa, la seva pregunta central simplifica: si no podem arreglar els nostres errors, podem almenys assegurar-nos que no els repetim una vegada i una altra?"
Richard Corliss de la revista Time va donar a la pel·lícula una crítica positiva, anomenant Looper un "híbrid, combinant Quentin Tarantino i Philip K. Dick en una espècie de ciència-ficció pulp" i també escrivint: "Una pel·lícula fantàstica amb la pàtina de l'hiperrealisme, Looper està ben servida per actors que no es comporten com si fossin deixades caure al futur descuidadament, sinó que hi passessin tota la seva vida desesperada." Dana Stevens de Slate va donar a la pel·lícula una crítica mixta, escrivint: "Looper em va grt sentir com una quasi-falla esbojarrada: planteja una relació impossible però fascinant d'imaginar: una cara trobada cara a cara entre el propi jo present i futur, en què cada jo ha de donar compte de la seva traïció a l'altre, i després llença gairebé tot el potencial dramàtic que ofereix aquesta relació."

### Reconeixements
| Premi | Nominats      | Resultat  |
| --- | ------------- | --------- |
| Premi National Board of Review al millor guió original                                                   | Rian Johnson  | Guanyador |
| Washington D.C. Area Film Critics Association Award al millor guió original                              | Rian Johnson  | Guanyador |
| Critics' Choice Movie Award al millor guió original                                                      | Rian Johnson  | Nominat   |
| Critics' Choice Movie Award a la millor pel·lícula de ciència-ficció/terror                              | Looper        | Guanyador |
| Premi de l'Associació de Crítics de Cinema de Chicago al millor guió original                            | Rian Johnson  | Nominat   |
| Societat de Crítics de Cinema de Houston Guió Original                                                   | Rian Johnson  | Nominat   |
| Associació de Crítics de Cinema d’Austin Guió original                                                   | Rian Johnson  | Guanyador |
| Cercle de Crítics de Cinema de Florida Guió original                                                     | Rian Johnson  | Guanyador |
| Societat de Crítics de Cinema Online Guió original                                                       | Rian Johnson  | Nominat   |
| Premi Hugo a la millor representació dramàtica,                                                          | Rian Johnson  | Nominat   |
| Premi Young Artist a la Millor Interpretació en un Llargmetratge - Actor Repartiment de deu anys i menys | Pierce Gagnon | Nominat   |

### Llistes top ten
La pel·lícula va ser inclosa a les deu millors llistes de les millors pel·lícules del 2012:
| Publicació          | Rang |
| ------------------- | ---- |
| ReelViews           | 1    |
| MTV                 | 3    |
| The Skinny          | 4    |
| Total Film          | 9    |
| The Huffington Post | 10   |
| The Atlantic Wire   | N/A  |
| Christianity Today  | 8    |